# Brazitis Nunatak
Brazitis Nunatak är en nunatak i Antarktis. Den ligger i Västantarktis. Argentina, Chile och Storbritannien gör anspråk på området. Toppen på Brazitis Nunatak är 1 625 meter över havet.
Terrängen runt Brazitis Nunatak är huvudsakligen platt. Trakten är obefolkad. Det finns inga samhällen i närheten. 